# Eglinton—Lawrence (circonscription provinciale)
Pour les articles homonymes, voir Eglinton—Lawrence et Lawrence.
Circonscription électorale provinciale du Canada
Eglinton—Lawrence est une circonscription provinciale de l'Ontario représentée à l'Assemblée législative de l'Ontario depuis 1999.

## Géographie
La circonscription est située dans le sud de l'Ontario, plus précisément une partie de la ville de Toronto. Elle inclut aussi une section de ce qui était auparavant la ville de North York.  
Les circonscriptions limitrophes sont Davenport, Don Valley-Ouest, Toronto—St. Paul's, Willowdale, York-Centre et York-Sud—Weston.   

## Historique
| Législature | Années       | Député | Député        | Parti                     |
| ----------- | ------------ | ------ | ------------- | ------------------------- |
| 37e         | 1999-2003    |        | Michael Colle | Libéral                   |
| 38e         | 2003-2007    |        | Michael Colle | Libéral                   |
| 39e         | 2007-2011    |        | Michael Colle | Libéral                   |
| 40e         | 2011-2014    |        | Michael Colle | Libéral                   |
| 41e         | 2014-2018    |        | Michael Colle | Libéral                   |
| 42e         | 2018-2022    |        | Robin Martin  | Progressiste-conservateur |
| 43e         | 2022–Présent |        | Robin Martin  | Progressiste-conservateur |

## Circonscription fédérale
Depuis les élections provinciales ontariennes du 4 octobre 2007, l'ensemble des circonscriptions provinciales et des circonscriptions fédérales sont identiques.